# 二木保幾
二木 保幾（ふたつぎ やすき、1892年6月29日 - 1934年9月21日）は、日本の経済学者。

## 来歴
長野県南安曇郡明盛村（現安曇野市）生まれ。旧制順天堂中学校を経て、明治43年（1910年）早稲田大学高等科に入学し、大正3年（1914年）早稲田大学政治経済学部卒業。同年朝日新聞社に入社し、政治経済部の記者を経て、外務省担当記者を担当した。同4年（1915年）大隈内閣が全国遊説を試みた際には後援会遊説部を組織し、その会長となった。同8年（1919年）、早稲田大学第2代総長塩澤昌貞から、母校留学生としてアメリカ、ドイツ、フランスへの留学を命じられ、帰国後は、同12年（1923年）同大学経済学部教授、同13年（1924年）教務主任等を勤め、日本の経済学界の重鎮と謳われたが、昭和9年（1934年）に病没した。墓所は駒込吉祥寺。

## 親族
早稲田大学第3代総長高田早苗は岳父にあたる。